# Canadá en los Juegos Olímpicos de Lake Placid 1932
Canadá estuvo representado en los Juegos Olímpicos de Lake Placid 1932 por un total de 42 deportistas que compitieron en 6 deportes.  
El portador de la bandera en la ceremonia de apertura fue el jugador de hockey sobre hielo Harold Simpson.

## Medallistas
El equipo olímpico canadiense obtuvo las siguientes medallas:
| Nombre            | Deporte               | Competición  |
| ----------------- | --------------------- | ------------ |
| Oro               |                       |              |
| Equipo            | Hockey sobre hielo    | Torneo M     |
| Plata             |                       |              |
| Alexander Hurd    | Patinaje de velocidad | 1500 m M     |
| Bronce            |                       |              |
| Montgomery Wilson | Patinaje artístico    | individual M |
| Alexander Hurd    | Patinaje de velocidad | 500 m M      |
| William Logan     | Patinaje de velocidad | 1500 m M     |
| William Logan     | Patinaje de velocidad | 5000 m M     |
| Frank Stack       | Patinaje de velocidad | 10 000 m M   |